# Ante Portas
Ante Portas je druhé sólové album českého rappera, jenž vystupuje pod pseudonymem Headdy. Album bylo vydáno 12. prosince 2008.
Prvním singlem byla skladba „Faya We Burn“ s hostujícím švýcarským reggae zpěvákem Calim P. K tomuto singlu byl natočen videoklip.

## Seznam skladeb
1. Ante Portas (prod. by DJ Fatte)
2. Faya We Burn feat. Cali P
3. Mám Co Chceš feat. Madalena João
4. Začni U Sebe (prod. by Emeres)
5. Běž A Ber
6. It’ Ok feat. Nironic
7. Změny (feat. DJ Fatte)
8. Slunce, Ganja, (Chlast A Erotika feat. Jazzy)
9. Dalo Mi Sílu (feat. David Steel)
10. U Make Me Better (feat. Tom Malar)
11. Moc Mluvíš (feat. Świder, prod. by Ceiteo)
12. Musíme To Mít
13. Až Dosud